# Попович, Елена
Елена Попович (серб. Jelena Popović / Јелена Поповић; род. 9 апреля 1984, Карловац) — сербская гандболистка, правая защитница французского клуба «Нант» и сборной Сербии. Серебряный призёр Средиземноморских игр 2005 года и чемпионата мира 2013 года.

## Достижения

### Клубные
- Чемпионка Сербии: 2006, 2010, 2011
- Чемпион Македонии: 2008, 2009
- Чемпионка Франции: 2012
- Победительница международного Кубка вызова: 2007
- Победительница Кубка французской Лиги: 2012

### В сборной
- Серебряный призёр Средиземноморских игр 2005
- Серебряный призёр чемпионата мира 2013